# 自营交易
自营交易（英文：proprietary trading 或称 prop trading）是指交易者用公司自有资金（而不是使用存款人的资金）交易股票、债券、货币、大宗物資、金融衍生品或其他金融工具，以便为自己赚取利润。 自营交易可能会产生潜在的利益冲突，例如內線交易。  
自营交易者可以使用多种策略，如指数套利、统计套利、合并套利、基本面分析、波动性套利或全球宏观交易，就像对冲基金一样。 许多记者和分析师认为，大型银行故意对自营交易与非自营交易的比例做掩饰，因为自营交易风险看似更大，利润波动更大。

## 套利
传统上银行相关的主要交易策略之一是套利。从最基本的意义上来说，套利被定义为通过低买高卖某些证券组来赚取市场中性利润。交易仍将面临各种非市场风险，例如结算风险和其他操作风险。投资银行通常活跃于全球许多市场，不断寻找套利机会。
一种称为风险套利或合并套利的套利方式是在 20 世纪 80 年代逐渐发展起来。当一家公司计划收购另一家公司时，买方的股价通常会下跌（因为买方将不得不花钱购买另一家公司），而被收购公司的股价则会上涨（因为买方通常以以下价格购买这些股票）价格高于当前价格）。当投资银行认为收购即将到来时，它通常会卖空买方的股票（押注价格会下跌）并买入被收购公司的股票（押注价格会上涨）。

## 利益冲突
自营交易存在许多在银行和客户之间的利益冲突。 
由于投资银行在并购与收购中扮演关键角色，交易者有可能（尽管被禁止）利用内幕信息从事并购套利。投资银行必须有一堵墙将其交易和投资银行部门隔离开；然而近年来，特别是自安然丑闻以来，这些都受到了更严格的审查。澳大利亚证券与投资委员会2007 年对花旗集团提出的指控就是涉嫌利益冲突的一个例子
利益冲突的另一个来源是潜在的抢先交易，在这种情况下，买方客户将承受明显更高的交易成本。抢先交易本身是非法的，但在某些情况下，经营自营交易台的经纪商会根据订单簿数据的推论获得相对于客户的优势。 

## 著名交易员
著名的自营交易员包括Ivan Boesky 、 Steven A. Cohen 、 John Meriwether 、 Daniel Och和Boaz Weinstein 。历史上与交易联系最密切的一些投资银行是所罗门兄弟 (Salomon Brothers)和德崇证券 (Drexel Burnham Lambert) 。交易员尼克·李森（Nick Leeson）在未经授权下卖出鞍式期权导致巴林银行（Barings Bank）破产倒闭 。瑞银 (UBS) 交易员奎库·阿多博利 (Kweku Adoboli)损失了银行 22 亿美元的资金，并因其行为被定罪。   
德国私人交易员Armin S起诉法国巴黎银行，索赔 1.52 亿欧元，因为法国巴黎银行以每份 108 欧元的价格向他出售了价值 5400 欧元的结构性产品。 

## 著名自营贸易公司
- Akuna Capital（英语：Akuna Capital）
- Citadel Securities（英语：Citadel Securities）
- DRW Trading Group（英语：DRW Trading Group）
- Flow Traders（英语：Flow Traders）
- Headlands Technologies（英语：Headlands Technologies）
- Hudson River Trading（英语：Hudson River Trading）
- IMC Financial Markets（英语：IMC Financial Markets）
- Jane Street Capital（英语：Jane Street Capital）
- Jump Trading（英语：Jump Trading）
- Optiver（英语：Optiver）
- Quantlab（英语：Quantlab）
- Squarepoint Capital（英语：Squarepoint Capital）
- Susquehanna International Group（英语：Susquehanna International Group）
- Tower Research（英语：Tower Research）
- Tradebot（英语：Tradebot）
- TransMarket Group（英语：TransMarket Group）
- Virtu Financial（英语：Virtu Financial）
- XTX Markets（英语：XTX Markets）

## 详见
- 流量交易